# Бойко Віктор Григорович
Віктор Григорович Бойко (нар. 19 липня 1931, місто Кривий Ріг, тепер Дніпропетровської області — 20 липня 2014, місто Дніпропетровськ) — український радянський партійний діяч, 1-й секретар Дніпропетровського обкому КПУ. Депутат Верховної Ради УРСР 8—9-го скликань. Член ЦК КПУ в 1976—1990 р. Депутат Верховної Ради СРСР 10—11-го скликань (у 1979—1987 роках). Член ЦК КПРС у 1986—1990 р.

## Біографія
Народився в родині робітника. Навчався в Криворізькому гірничо-металургійному технікумі Дніпропетровської області.
У 1951—1954 роках — служба в Радянській армії.
Член КПРС з 1954 року.
Після демобілізації закінчив навчання у Криворізькому гірничо-металургійному технікумі. З 1955 року — на комсомольській роботі.
У 1955—1960 роках — студент Криворізького гірничорудного інституту Дніпропетровської області.
У 1960—1961 роках — старший виконроб будівельного управління «Промбуд-2» тресту «Криворіжаглобуд» Дніпропетровської області.
У 1961—1964 роках — асистент кафедри шахтного будівництва Криворізького гірничорудного інституту, інструктор та завідувач відділу будівництва і промислових будівельних матеріалів Криворізького міського комітету КПУ Дніпропетровської області.
У 1964—1966 роках — заступник завідувача відділу будівництва і міського господарства, у 1966—1970 роках — завідувач відділу будівництва Дніпропетровського обласного комітету КПУ.
24 серпня 1970 — 12 квітня 1974 року — голова виконавчого комітету Дніпропетровської міської ради депутатів трудящих.
12 квітня 1974 — червень 1976 роках — 1-й секретар Дніпропетровського міського комітету КПУ Дніпропетровської області.
29 червня 1976 — лютий 1979 року — 2-й секретар Дніпропетровського обласного комітету КПУ.
22 грудня 1978 — березень 1983 року — голова виконавчого комітету Дніпропетровської обласної ради народних депутатів.
4 лютого 1983 — 20 квітня 1987 року — 1-й секретар Дніпропетровського обласного комітету КПУ.
У 1987—1991 роках — радник з економічних питань посольства СРСР в Румунії.
Потім — на пенсії в місті Дніпропетровську.

## Нагороди
- орден Жовтневої Революції (17.03.1976)
- два ордени Трудового Червоного Прапора (17.07.1981,)
- орден «Знак Пошани»
- орден «За заслуги» ІІІ ступеня
- медаль «За доблесну працю. В ознаменування 100-річчя з дня народження Володимира Ілліча Леніна» (1970)
- медалі
- Почесна грамота Міністерства зовнішньоекономічних зв'язків СРСР
- заслужений будівельник Української РСР